# Yussuf Poulsen
Yussuf Yurary Poulsen (Koppenhága, 1994. június 15. –) dán válogatott labdarúgó, a német Hamburger csatára.

## Pályafutása

### Lyngby
2009 decemberében aláírta az első profi szerződését a Lyngby BK csapatához, előtte a BK Skjold junior csapatának tagja volt.
2012 tavaszán meghosszabbította szerződését 2014-ig, de a hosszabbítás előtt 2011. december 4-én debütált a AC Horsens ellen a bajnokságban. A szezont öt bajnoki mérkőzéssel zárta, amiken mindig csereként lépett pályára.
2012 őszén a Bundesligában szereplő VfB Stuttgart szerette volna szerződtetni, de Poulsen úgy döntött, hogy marad és a csapatra meg az iskolára koncentrál. Augusztus 5-én a Akademisk BK ellen szerezte meg első profi gólját a bajnokságban. Első dupláját a Hobro IK csapata ellen jegyezte a 2-1-re megnyert hazai bajnoki mérkőzésen. 29 bajnokin lépett pályára és ezeken 11 gólt jegyzet, valamint 2 kupa mérkőzésen is szerepet kapott.

### RB Leipzig
2013 nyarán 4 éves szerződést írt alá a német 2. ligában szereplő RB Leipzig csapatához. Az FC Viktoria Köln elleni felkészülési mérkőzésen rögtön góllal debütált. 
Július 19-én játszotta első tétmérkőzését Lipcsei színekben a Hallescher FC elleni 1–0-ra nyert idegenbeli harmadosztályú bajnokin. Augusztus 2-án a DFB Pokalban (német kupa) is bemutatkozott az FC Augsburg elleni 2–0-ra elveszett találkozón. 22 nap múlva először volt eredményes tétmérkőzésen a Rot-Weiß Erfurt elleni 2–0-ra nyert bajnokin, amelyen duplázni tudott majd az utolsó fordulóban is kétszer talált be az ellenfél kapujába, a Stuttgarter Kickers ellen. 
A 2015-ös januári átigazolási szezonban az olasz Juventus és több angol élvonalbeli klub is szerette volna leigazolni, de a Leipzig nem engedte el.
A német harmadosztályban összesen 36 meccsen 6 gólt jegyzett, és egyszer lépett pályára a német kupában.
A következő, 2014/15-ös idényt már a másodosztályban kezdte az együttessel. Első alkalommal a VfR Aalen elleni gól nélküli bajnokin lépett pályára, első gólját a következő fordulóban az 1860 München elleni 3–0-ra nyert idegenbeli bajnokin szerezte a mérkőzés 39. percében (1–0), majd az második  gólnál asszisztot jegyzett.
Szeptember 13-án az Eintracht Braunschweig elleni 3–1-re végződő találkozón duplázott, ezen és még két egymást követő bajnokin eredményes volt, az 1. FC Union Berlinnek egyet, és a Karlsruher SC ellen két gólt szerzett.
Október 29-én jegyezte első DFB-Pokal (német kupa) találatát az FC Erzgebirge Aue ellen.
Ebben az idényben 29 alkalommal lépett pályára, és 11 gólt jegyzett bajnokin. A német kupában 3-szor lépett pályára és egy gólt szeretett.
A 2016/17-es szezontól már az első osztályban szerepeltek.
Élete első Bundesliga mérkőzését a TSG 1899 Hoffenheim elleni 2–2-s találkozón játszotta. Első gólját a bajnokságban az FC Augsburg elleni 2–1-re végződő találkozón jegyezte, ez volt a mérkőzés utolsó találata, amellyel győzelemhez vezette csapatát.

### Hamburger SV
2025. július 13-án, 12 év után távozott a Lipcse csapatától és a szintén élvonalbeli Hamburger SV csapatába igazolt. A Leipzig színeiben 425 tétmérkőzésen lépett pályára, 330 bajnoki mérkőzésen 77 gólt szerzett.

### A válogatottban
Több Dán korosztályos válogatott tagja is volt. 2013. január 31-én egy Mexikó elleni barátságos mérkőzésen debütált a felnőttek között. A 84. percben váltotta Andreas Corneliust, akit Morten Olsen szövetségi kapitány cserélt le.

## Statisztika
2025. május 14-i állapot szerint.
| Klub             | Szezon           | Bajnokság        | Bajnokság | Bajnokság | Kupa  | Kupa  | Nemzetközi | Nemzetközi | Egyéb | Egyéb | Összes | Összes |
| Klub             | Szezon           | Liga             | Mérk.     | Gólok     | Mérk. | Gólok | Mérk.      | Gólok      | Mérk. | Gólok | Mérk.  | Gólok  |
| ---------------- | ---------------- | ---------------- | --------- | --------- | ----- | ----- | ---------- | ---------- | ----- | ----- | ------ | ------ |
| Lyngby BK        | 2011/12          | Superligaen      | 5         | 0         | 0     | 0     | —          | —          | —     | —     | 5      | 0      |
| Lyngby BK        | 2012/13          | 1.Division       | 30        | 11        | 2     | 1     | —          | —          | —     | —     | 32     | 12     |
| Lyngby BK        | Összesen         | Összesen         | 35        | 11        | 2     | 1     | 0          | 0          | 0     | 0     | 37     | 12     |
| RB Leipzig       | 2013/14          | 3. Liga          | 36        | 10        | 1     | 0     | —          | —          | —     | —     | 37     | 10     |
| RB Leipzig       | 2014/15          | 2.Bundesliga     | 29        | 11        | 3     | 1     | —          | —          | —     | —     | 32     | 12     |
| RB Leipzig       | 2015/16          | 2.Bundesliga     | 32        | 7         | 2     | 0     | —          | —          | —     | —     | 34     | 7      |
| RB Leipzig       | 2016/17          | Bundesliga       | 29        | 5         | 1     | 0     | —          | —          | —     | —     | 30     | 5      |
| RB Leipzig       | 2017/18          | Bundesliga       | 30        | 4         | 2     | 1     | 9          | 0          | —     | —     | 41     | 5      |
| RB Leipzig       | 2018/19          | Bundesliga       | 31        | 15        | 6     | 2     | 8          | 2          | —     | —     | 45     | 19     |
| RB Leipzig       | 2019/20          | Bundesliga       | 22        | 5         | 3     | 0     | 8          | 0          | —     | —     | 33     | 5      |
| RB Leipzig       | 2020/21          | Bundesliga       | 27        | 5         | 6     | 5     | 8          | 1          | —     | —     | 41     | 11     |
| RB Leipzig       | 2021/22          | Bundesliga       | 25        | 6         | 3     | 1     | 9          | 0          | —     | —     | 37     | 7      |
| RB Leipzig       | 2022/23          | Bundesliga       | 19        | 2         | 4     | 2     | 5          | 0          | 0     | 0     | 28     | 4      |
| RB Leipzig       | 2023/24          | Bundesliga       | 28        | 5         | 2     | 0     | 7          | 0          | 1     | 0     | 38     | 5      |
| RB Leipzig       | 2024/25          | Bundesliga       | 22        | 2         | 1     | 2     | 6          | 1          | —     | —     | 29     | 5      |
| RB Leipzig       | Összesen         | Összesen         | 330       | 77        | 34    | 14    | 60         | 4          | 1     | 0     | 425    | 95     |
| Hamburger SV     | 2025/26          | Bundesliga       | 0         | 0         | 0     | 0     | —          | —          | —     | —     | 0      | 0      |
| Hamburger SV     | Összesen         | Összesen         | 0         | 0         | 0     | 0     | 0          | 0          | 0     | 0     | 0      | 0      |
| KARRIER ÖSSZESEN | KARRIER ÖSSZESEN | KARRIER ÖSSZESEN | 365       | 88        | 36    | 15    | 60         | 4          | 1     | 0     | 462    | 107    |

### A válogatottban
| Válogatott | Év       | Pályára lépés | Gól |
| ---------- | -------- | ------------- | --- |
| Dánia      | 2013     | 1             | 0   |
| Dánia      | 2014     | 3             | 0   |
| Dánia      | 2015     | 8             | 2   |
| Dánia      | 2016     | 7             | 1   |
| Dánia      | 2017     | 6             | 0   |
| Dánia      | 2018     | 12            | 2   |
| Dánia      | 2019     | 7             | 2   |
| Dánia      | 2020     | 7             | 0   |
| Dánia      | 2021     | 15            | 4   |
| Dánia      | 2022     | 3             | 0   |
| Dánia      | 2023     | 7             | 1   |
| Dánia      | 2024     | 11            | 2   |
| Összesen   | Összesen | 87            | 14  |

#### Góljai a válogatottban
| #  | Időpont             | Helyszín                               | Ellenfél      | Gólok | Eredmény | Kiírás               |
| -- | ------------------- | -------------------------------------- | ------------- | ----- | -------- | -------------------- |
| 1  | 2015. június 13.    | Parken Stadion, Koppenhága, Dánia      | Szerbia       | 1–0   | 2–0      | 2016-os EB-selejtező |
| 2  | 2015. november 17.  | Parken Stadion, Koppenhága, Dánia      | Svédország    | 1–2   | 2–2      | 2016-os EB-selejtező |
| 3  | 2016. október 8.    | Nemzeti Stadion, Varsó, Lengyelország  | Lengyelország | 2–3   | 2–3      | 2018-as VB-selejtező |
| 4  | 2018. június 9.     | Brøndby Stadion, Brøndby, Dánia        | Mexikó        | 1–0   | 2–0      | Barátságos mérkőzés  |
| 5  | 2018. június 16.    | Mordóvia Aréna, Szaranszk, Oroszország | Peru          | 1–0   | 1–0      | 2018-as VB           |
| 6  | 2019. június 10.    | Parken Stadion, Koppenhága, Dánia      | Grúzia        | 4–1   | 5–1      | 2020-as EB-selejtező |
| 7  | 2019. október 12.   | Parken Stadion, Koppenhága, Dánia      | Svájc         | 1–0   | 1–0      | 2020-as EB-selejtező |
| 8  | 2021. június 2.     | Tivoli Neu, Innsbruck, Ausztria        | Németország   | 1–1   | 1–1      | Barátságos mérkőzés  |
| 9  | 2021. június 17.    | Parken Stadion, Koppenhága, Dánia      | Belgium       | 1–0   | 1–2      | 2020-as EB           |
| 10 | 2021. június 21.    | Parken Stadion, Koppenhága, Dánia      | Oroszország   | 2–0   | 4–1      | 2020-as EB           |
| 11 | 2021. szeptember 7. | Parken Stadion, Koppenhága, Dánia      | Izrael        | 1–0   | 5–0      | 2022-es VB-selejtező |

## Sikerei, díjai
RB Leipzig
- 3. Liga
  - Ezüstérmes: 2013–14
- Bundesliga 2
  - Ezüstérmes: 2015–16
- Bundesliga
  - Ezüstérmes: 2016–17, 2020–21
  - Bronzérmes: 2018–19, 2019–20, 2022–23
- Német kupa
  - Győztes: 2021–22, 2022–23
  - Döntős: 2018–19, 2020–21
- Német szuperkupa
  - Győztes: 2023